# Herb Błonia
Herb Błonia – jeden z symboli miasta Błonie i gminy Błonie w postaci herbu.

## Wygląd i symbolika
Herb przedstawia na niebieskiej tarczy herbowej otoczonej złotą obwódką złotą rohatynę otoczoną listkami koniczyny. Listki koniczyny przedstawiono jako żółte kółka zgrupowane po trzy przy każdym z trzech ostrzy rohatyny.

## Historia

Dawny herb miasta

Herbarz miast polskich z 1994 podaje, że w herbie Błonia przedstawiał trójząb, oraz że godło herbowe znane było z XVI-wiecznej pieczęci miejskiej. 13 czerwca 2016 uchwalono nowy wzór herbu.